# Aphyssura nigricans
Aphyssura nigricans är en tvåvingeart som beskrevs av Norris 1999. Aphyssura nigricans ingår i släktet Aphyssura och familjen spyflugor. Inga underarter finns listade i Catalogue of Life.